# Championnat de Ligue Professionelle 1
Lo Championnat de Ligue Professionelle 1 (CLP-1) è il massimo livello del campionato tunisino di calcio, organizzato dalla Fédération Tunisienne de Football. La sua prima edizione ufficiale venne disputata nel 1921.
Il club più titolato di Tunisia è l'Espérance, vincitore di 33 campionati.
Il campionato tunisino occupa attualmente il 15º posto del ranking mondiale dei campionati stilato annualmente dall'IFFHS e il 1º posto a livello continentale, risultando dunque la lega calcistica più competitiva d'Africa.

## Storia
La prima edizione non ufficiale del campionato di calcio tunisino si disputò nel 1907 fra sole cinque squadre: Racing club di Tunisi, Football club di Bizerte, Sporting di Ferryville, Carnot College di Tunisi e Sadiki College (le ultime due compagini elencate erano di fatto le rappresentative di due istituti scolastici).
Divenne una competizione ufficiale a partire dal 1921, quando venne fondata la LTF (Ligue Tunisienne de football, ovvero la Lega Calcio Tunisina), che fin dall'inizio si affiliò alla Federazione calcistica francese.
Fino al 1939, il titolo di campione di Tunisia venne deciso in base a incontri tra le squadre vincitrici dei diversi tornei regionali. Dalla stagione 1946-1947 si decise invece di organizzare un campionato di eccellenza in cui far competere insieme tutti i migliori club a livello nazionale.
Nella stagione 1952–1953 la nuova formula del campionato nazionale venne sostituita da un torneo a gironi la cui partecipazione era su base volontaria (questa formula era stata utilizzata anche nelle stagioni 1944-1945 e 1945–1946).

## Squadre partecipanti
Stagione 2024-2025.
| Squadra            | Città       | Stagione 2023-2024  |
| ------------------ | ----------- | ------------------- |
| Avenir Soliman     | Soliman     | 13° in Ligue 1      |
| Bizertin           | Biserta     | 8° in Ligue 1       |
| Club Africain      | Tunisi      | 6° in Ligue 1       |
| Étoile de Métlaoui | Métlaoui    | 11° in Ligue 1      |
| Étoile du Sahel    | Susa        | 5° in Ligue 1       |
| Espérance          | Tunisi      | Campione di Tunisia |
| Espérance Zarzis   | Zarzis      | Ligue 2             |
| Gabès              | Gabès       | Ligue 2             |
| Gafsa              | Gafsa       | 9° in Ligue 1       |
| JS Omrane          | Tunisi      | Ligue 2             |
| Olympique Béja     | Béja        | 7° in Ligue 1       |
| Sfaxien            | Sfax        | 3° in Ligue 1       |
| Stade Tunisien     | Tunisi      | 4° in Ligue 1       |
| Ben Guerdane       | Ben Gardane | 12° in Ligue 1      |
| Monastir           | Monastir    | 2° in Ligue 1       |
| Tataouine          | Tataouine   | 10° in Ligue 1      |

## Albo d'oro

### Prima dell'indipendenza
- 1921/22:  Racing Club de Tunis
- 1922/23:  Stade Gaulois de Tunis
- 1923/24:  Stade Gaulois de Tunis
- 1924/25:  Racing Club de Tunis
- 1925/26:  Sporting Club de Tunis
- 1926/27:  Stade Gaulois de Tunis
- 1927/28:  Sporting Club de Tunis
- 1928/29:  Avant Garde de Tunis
- 1929/30:  US Tunisienne
- 1930/31:  US Tunisienne
- 1931/32:  Italia de Tunis
- 1932/33:  US Tunisienne
- 1933/34:  Sfax Railways Sports
- 1934/35:  Italia de Tunis
- 1935/36:  Italia de Tunis
- 1936/37:  Italia de Tunis
- 1937/38:  Savoia de la Goulette
- 1938/39:  Stade Gabèsien
- 1939/40: non disputata
- 1940/41: non disputata
- 1941/42:  Espérance
- 1942/43: non disputata
- 1943/44: non disputata
- 1944/45:  Bizertin
- 1945/46:  Bizertin
- 1946/47:  Club Africain
- 1947/48:  Club Africain
- 1948/49:  Bizertin
- 1949/50:  Étoile du Sahel
- 1950/51:  Hammam Lif
- 1951/52: non disputata
- 1952/53:  Sfax Railways Sports
- 1953/54:  Hammam Lif
- 1954/55:  Hammam Lif

### Dopo l'indipendenza (1956)
- 1955-1956:  Hammam Lif
- 1956-1957:  Stade Tunisien
- 1957-1958:  Étoile du Sahel
- 1958-1959:  Espérance
- 1959-1960:  Espérance
- 1960-1961:  Stade Tunisien
- 1961-1962:  Stade Tunisien
- 1962-1963:  Étoile du Sahel
- 1963-1964:  Club Africain
- 1964-1965:  Stade Tunisien
- 1965-1966:  Étoile du Sahel
- 1966-1967:  Club Africain
- 1967-1968:  Sfax Railways Sports
- 1968-1969:  Sfaxien
- 1969-1970:  Espérance
- 1970-1971:  Sfaxien
- 1971-1972:  Étoile du Sahel
- 1972-1973:  Club Africain
- 1973-1974:  Club Africain
- 1974-1975:  Espérance
- 1975-1976:  Espérance
- 1976-1977:  Kairouan
- 1977-1978:  Sfaxien
- 1978-1979:  Club Africain
- 1979-1980:  Club Africain
- 1980-1981:  Sfaxien
- 1981-1982:  Espérance
- 1982-1983:  Sfaxien
- 1983-1984:  Bizertin
- 1984-1985:  Espérance
- 1985-1986:  Étoile du Sahel
- 1986-1987:  Étoile du Sahel
- 1987-1988:  Espérance
- 1988-1989:  Espérance
- 1989-1990:  Club Africain
- 1990-1991:  Espérance
- 1991-1992:  Club Africain
- 1992-1993:  Espérance
- 1993-1994:  Espérance
- 1994-1995:  Sfaxien
- 1995-1996:  Club Africain
- 1996-1997:  Étoile du Sahel
- 1997-1998:  Espérance
- 1998-1999:  Espérance
- 1999-2000:  Espérance
- 2000-2001:  Espérance
- 2001-2002:  Espérance
- 2002-2003:  Espérance
- 2003-2004:  Espérance
- 2004-2005:  Sfaxien
- 2005-2006:  Espérance
- 2006-2007:  Étoile du Sahel
- 2007-2008:  Club Africain
- 2008-2009:  Espérance
- 2009-2010:  Espérance
- 2010-2011:  Espérance
- 2011-2012:  Espérance
- 2012-2013:  Sfaxien
- 2013-2014:  Espérance
- 2014-2015:  Club Africain
- 2015-2016:  Étoile du Sahel
- 2016-2017:  Espérance
- 2017-2018:  Espérance
- 2018-2019:  Espérance
- 2019-2020:  Espérance
- 2020-2021:  Espérance
- 2021-2022:  Espérance
- 2022-2023:  Étoile du Sahel
- 2023-2024:  Espérance
- 2024-2025:  Espérance

## Vittorie per squadra
| Club                   | Città      | Vittorie | Secondi posti | Anni vittorie |
| ---------------------- | ---------- | -------- | ------------- | --- |
| Espérance              | Tunisi     | 34       | 13            | 1942, 1959, 1960, 1970, 1975, 1976, 1982, 1985, 1988, 1989, 1991, 1993, 1994, 1998, 1999, 2000, 2001, 2002, 2003, 2004, 2006, 2009, 2010, 2011, 2012, 2014, 2017, 2018, 2019, 2020, 2021, 2022, 2024, 2025 |
| Club Africain          | Tunisi     | 13       | 20            | 1947, 1948, 1964, 1967, 1973, 1974, 1979, 1980, 1990, 1992, 1996, 2008, 2015 |
| Étoile du Sahel        | Susa       | 11       | 22            | 1950, 1958, 1963, 1966, 1972, 1986, 1987, 1997, 2007, 2016, 2023 |
| Sfaxien                | Sfax       | 8        | 4             | 1969, 1971, 1978, 1981, 1983, 1995, 2005, 2013 |
| Bizertin               | Biserta    | 4        | 3             | 1945, 1946, 1949, 1984 |
| Stade Tunisien         | Tunisi     | 4        | 4             | 1957, 1961, 1962, 1965 |
| Hammam Lif             | Hammam-Lif | 4        | -             | 1951, 1954, 1955, 1956 |
| Sfax Railways Sports   | Sfax       | 3        | -             | 1934, 1953, 1968 |
| Italia de Tunis        | Tunisi     | 3        | -             | 1935, 1936, 1937 |
| US Tunisienne          | Tunisi     | 3        | -             | 1930, 1931, 1933 |
| Stade Gaulois de Tunis | Tunisi     | 3        | -             | 1923, 1924, 1927 |
| Sporting Club de Tunis | Tunisi     | 2        | -             | 1926, 1928 |
| Racing Club de Tunis   | Tunisi     | 2        | -             | 1922, 1925 |
| Kairouan               | Kairouan   | 1        | 1             | 1977 |
| Stade Gabèsien         | Gabès      | 1        | -             | 1939 |
| Savoia de la Goulette  | La Goletta | 1        | -             | 1938 |
| Avant Garde de Tunis   | Tunisi     | 1        | -             | 1929 |
| Monastir               | Monastir   | -        | 2             | |